# Петрассо, Майкл
Майкл Александер Петрассо (англ. Michael Alexander Petrasso; род. 9 июля 1995[…] или 9 февраля 1995, Торонто) — канадский футболист, полузащитник клуба «Йорк Юнайтед», выступающий на правах аренды за «Мейдстон Юнайтед».

## Клубная карьера
Он начал играть в футбол в местном юношеском клубе «Клайнбург», после чего в возрасте пятнадцати лет присоединился к футбольной академии клуба MLS «Торонто».
В 2012 году он ушёл из клуба и вскоре стал игроком английского клуба «Куинз Парк Рейнджерс». В своем первом сезоне за «КПР» Петрассо был игроком юношеской команды, которая выиграла Лигу профессионального развития 2 (до 18 лет), а также сыграл несколько матчей за сборную до 20 лет в том же сезоне.
Продолжив свою хорошую форму в сезоне 2013/14 был отдан в аренду на два месяца в клуб Первой английской лиги (третьего по уровню дивизиона) «Олдем Атлетик». За него Майкл дебютировал на следующий день в матче чемпионата против «Джилингема» и забил единственный гол в игре. 18 января 2014 Петрассо вернулся на «Лофтус Роуд», сыграв до этого момента 15 матчей и забив один гол.
14 февраля 2014 Петрассo присоединился в другой клуб Первой лиги «Ковентри Сити» на правах аренды на 28 дней. Он забил свой первый гол за клуб в матче против «Транмир Роверс». Всего же за клуб канадец провел 7 матчей и забил 1 гол.
7 апреля 2014 Петрассо подписал новый трехлетний контракт с «КПР». Дебютировал за первую команду «Куинз Парк Рейнджерс» 3 мая 2014, в последней игре сезона Чемпионшипа против «Барнсли» (3:2), заменив Йосси Бенаюна на 76-й минуте. После этого команда выиграла плей-офф и вышла на следующий сезон в высший дивизион.
После того как Петрассо не попал в заявку клуба на участие в Премьер-лиге в сезоне 2014/15, Майкл был арендован клубом Первой лиги «Лейтон Ориент» 11 сентября 2014 на один месяц. Петрассо дебютировал за клуб 13 сентября 2014 в домашнем матче против «Колчестер Юнайтед». Всего канадец провел за клуб три матча в чемпионате.
14 октября 2014 Петрассо был отдан в аренду на три месяца (93 дня) в «Ноттс Каунти». Он дебютировал за клуб 18 октября в матче против «Кроли Таун» (5:3). С тех пор Петрассо продолжал показывать отличную форму, забив три гола в восьми матчах.
В 2015 году Петрассо вернулся в «КПР», за который стал иногда выступать, однако основным игроком стать так и не сумел.
18 января 2018 года Петрассо присоединился к «Монреаль Импакт» в MLS. Петрассо дебютировал в канадском клубе 4 марта в матче стартовой недели сезона 2018 против «Ванкувер Уайткэпс». 31 августа Петрассо был отдан в аренду клубу USL «Оттава Фьюри» на оставшуюся часть сезона 2018. В январе 2019 года Петрассо расторг контракт с «Монреаль Импакт» по взаимному согласию сторон.
18 марта 2019 года Петрассо подписал контракт с клубом Канадской премьер-лиги «Валор». За клуб из Виннипега он дебютировал 1 мая в матче против «Пасифика». Петрассо забил свой первый гол за клуб в следующей игре 5 мая против «Эдмонтона».
24 января 2020 года Петрассо присоединился к клубу «Йорк Юнайтед» на сезон 2020.

## Международная карьера
В 2011 году дебютировал в составе юношеской сборной Канады. Вместе с командой в 17 лет стал серебряным призером юношеского чемпионата КОНКАКАФ, на котором отметился хет-триком в матче группового этапа против Барбадоса (8:0). Этот результат позволил канадцам сыграть того же года на юношеском чемпионате мира в Мексике, однако там канадцы не смогли выйти из группы. Всего принял участие в 8 играх на юношеском уровне, отметившись 3 забитыми голами.
В течение 2013—2016 годов привлекался в состав молодёжной сборной Канады, вместе с которой был участником молодёжного чемпионата КОНКАКАФ 2013 и 2015. На молодёжном уровне сыграл в 15 официальных матчах, забив 6 голов.
3 июня 2016 дебютировал в составе национальной сборной Канады в товарищеской игре против Азербайджана (1:1).
В следующем году в составе сборной был участником розыгрыша Золотого кубка КОНКАКАФ 2017 в США.